# John Adel Elya
John Adel Elya (Maghdousha, 16 settembre 1928 – Joun, 19 luglio 2019) è stato un vescovo cattolico libanese naturalizzato statunitense, appartenente all'Ordine basiliano del Santissimo Salvatore dei melchiti.

## Biografia
Nacque il 16 settembre 1928.
Entrato nell'Ordine basiliano nel 1949, fu ordinato sacerdote il 17 febbraio 1952.
Ottenne la licenza in teologia alla Pontificia Università Gregoriana e fu, successivamente, rettore del seminario di San Basilio Magno a Methuen.
Nel 1977 fu consacrato archimandrita e successivamente vescovo ausiliare di Nostra Signora dell'Annunciazione di Newton, negli Stati Uniti d'America.
Divenuto eparca il 25 novembre 1993, lasciò l'eparchia, per raggiunti limiti d'età, il 22 giugno 2004.
Morì il 20 luglio 2019 all'età di 90 anni.

## Genealogia episcopale
La genealogia episcopale è:
- Vescovo Filoteo di Homs
- Patriarca Eutimio III di Chios
- Patriarca Macario III Zaim
- Vescovo Leonzio di Saidnaia
- Patriarca Atanasio III Dabbas
- Vescovo Néophytos Nasri
- Vescovo Euthyme Fadel Maalouly
- Patriarca Cirillo VII Siage
- Patriarca Agapio III Matar
- Patriarca Massimo III Mazloum
- Patriarca Clemente I Bahous
- Patriarca Gregorio II Youssef-Sayour
- Patriarca Pietro IV Geraigiry
- Patriarca Cirillo IX Moghabghab
- Patriarca Massimo V Hakim
- Vescovo John Adel Elya, B.S.